# Giuseppe Luigi Spiga
Giuseppe Luigi Spiga (Serramanna, 29 de julho de 1972) é um prelado e missionário italiano da Igreja Católica, é bispo de Grajaú desde 18 de maio de 2025.

## Biografia
Nasceu em Serramanna, na província e arquidiocese de Cagliari, em 29 de julho de 1972; Ele é o primogênito dos quatro filhos de Antonio Spiga e Lucia Rosaria Carcangiu.

### Formação e ministério sacerdotal
Depois de entrar no seminário arquiepiscopal de Cagliari em 1986, frequentou cursos de filosofia e teologia na Pontifícia Faculdade Teológica da Sardenha, em Cagliari.
Em 28 de junho de 1997 foi ordenado diácono, na igreja de Sant'Ignazio da Laconi em Serramanna; no mesmo local foi ordenado sacerdote em 3 de outubro de 1998 pelo arcebispo metropolitano de Cagliari, Ottorino Pietro Alberti.
Vice-reitor do seminário de Cagliari de 1996 a 2002, foi vigário episcopal do escritório diocesano para os problemas sociais, diretor da Escola de Fé e Consciência Política e diretor espiritual do API Colf de 1998 a 2003. Foi nomeado pároco de San Giorgio Vescovo em Donori em 2008.
Em 2008 foi enviado como missionário fidei donum para a diocese de Viana, no Maranhão, no Brasil, onde assumiu a função de vigário paroquial de Nossa Senhora de Nazaré em Viana; no ano seguinte tornou-se vice-pároco e depois pároco de São Sebastião na Matinha, onde permaneceu até 2015. De 2013 a 2015 foi coordenador e vigário episcopal da Área Pastoral dos Lagos, assessor espiritual para a pastoral da sobriedade, assessor eclesiástico para a pastoral juvenil, coordenador diocesano da prioridade IV “Comunidade das Comunidades”. Desde 2015 é reitor do seminário maior de São Bonifácio, em São Luís, e desde 2019 é vigário geral da diocese de Viana; ele ocupou ambos os cargos até sua nomeação episcopal. Depois de ter exercido o cargo de administrador diocesano de Viana de janeiro de 2018 a maio de 2019, entre 2019 e 2020 foi vigário episcopal para a pastoral vocacional. Em 2024 tornou-se também diretor administrativo do Instituto de Estudos Superiores do Maranhão - Faculdade Católica.

### Ministério episcopal
Em 17 de fevereiro de 2025, o Papa Francisco o nomeou bispo do Grajaú; ele sucedeu Rubival Cabral Britto, anteriormente nomeado bispo de Bom Jesus da Lapa. No dia 18 de maio ele recebeu a ordenação episcopal, na catedral do Grajaú, do cardeal Arrigo Miglio, arcebispo emérito de Cagliari, coadjuvado pelo bispo de Caxias do Maranhão Sebastião Lima Duarte e pelo bispo de Viana Evaldo Carvalho dos Santos. Durante a mesma celebração tomou posse da diocese.